# Національний парк Лос-Невадос
Національний природний парк Лос-Невадос (ісп. Parque Nacional Natural Los Nevados) — національний парк, розташований в центральній частині Колумбії. Парк має багато відомих гір, озер, та інших туристичних пам'яток, зокрема вулкани Невадо-дель-Руїс, Невадо-дель-Толіма, Санта-Ісабель, Невадо-дель-Кіндіо, озера Отун і Лагуна-Верде. Головний в'їзд до парку розташований біля міста Арменія, столиці департаменту Кіндіо, також до парку зручно в'їхати від міста Манісалес.